# Pinus amamiana
El pi Amami, o pi blanc de Yakushima (Pinus amamiana) és una espècie de conífera de la família Pinaceae nadiua del sud del Japó, en concret de les illes de Yakushima i Tanegashima al sud de Kyūshū. També creix en parcs d'horticultura japonesos.
Aquest pi pot créixer fins a una alçada de 25 m amb un diàmetre de tronc de fins a 1 m. Les agulles creixen en farcells de cinc i els cons tenen entre 5 i 8 cm de longitud. Aquest arbre és conegut en japonès com a amami-goyamatsu, amami-goyo, i yakutane-goyo.